# Hospital de Manises
El Hospital de Manises es un centro sanitario público, gestionado (Junto a su departamento de Salud) por la Consejería de Sanidad de la Generalidad Valenciana y que atiende las necesidades asistenciales de más de 195 000 personas de la provincia de Valencia. Este centro que forma parte de la red de hospitales públicos de la Generalidad Valenciana, da servicio a un total de 14 municipios valencianos entre los que se encuentran Manises, Buñol, Alborache, Macastre, Yátova, Cheste, Chiva, Cuart de Poblet, Godelleta, Turís, Loriguilla, Ribarroja del Turia, Aldaya y Mislata, pertenecientes, todos ellos, al Departamento de Salud de Manises. Desde el Hospital se gestionan también los recursos asistenciales públicos de todo el Departamento de Salud de Manises. Esto supone la administración de diez centros de salud, diez consultorios locales, dos centros de especialidades y un Hospital de crónicos ubicado en Mislata.
El Hospital de Manises tiene una capacidad de 221 habitaciones individuales, 104 de ellas pueden convertirse en dobles si se requiere, llegando así a disponer de 325 camas de hospitalización. El departamento cuenta con un amplio equipo formado 1.500 profesionales, muchos de ellos de reconocido prestigio nacional e internacional como el cirujano Pedro Cavadas, al frente del servicio de Cirugía Reconstructiva; el doctor Jose Mir en la Unidad Hepatobiliopancreática; y el doctor Josep Brugada, en la Unidad de Arritmias. Además, cuenta con una cartera de especialidades completa al disponer de servicios altamente especializados como Neurocirugía, Cirugía Torácica, Área Clínica del Corazón con Cirugía Cardiaca y un servicio único en España de Cirugía Reconstructiva. Además, el hospital ha incorporado un Centro de Traumatismos de Alta Energía, un nuevo concepto de asistencia a pacientes politraumatizados con lesiones complejas severas en extremidades, que requieren una intervención multidisciplinar de urgencia y con una alta complejidad técnica.
Pese a su intensa actividad, el Hospital de Manises cuenta con unos positivos resultados de accesibilidad,[cita requerida] lo que se traduce en un servicio ágil y eficiente.[¿según quién?]
Todo ello ha sido determinante para hacer que el centro sea uno de los primeros hospitales de la Comunidad Valenciana tal como avalan los numerosos reconocimientos obtenidos entre ellos los premios TOP 20 a la Mejor Gestión Sanitaria en 2013 y 2014 y las numerosas certificaciones de calidad alcanzadas entre los últimos años.

## Ubicación
El Hospital de Manises se encuentra en la avenida de la Generalidad Valenciana, nº 50 de la población de Manises. Junto a la parada de metro de Salt de l'Aigua a la que se puede acceder a través de las líneas 3, 5 y 9 de Metrovalencia.
El hospital está comunicado tanto por carretera como por transporte público con las poblaciones del departamento de salud, con Valencia y con el Aeropuerto de Manises.

## Reconocimientos
A lo largo de su trayectoria el Hospital de Manises ha sido galardonado con distintos reconocimientos. Entre ellos los más destacados son:
- Premio Top 20 a la mejor Gestión Hospitalaria Global en la categoría de ‘grandes hospitales generales’, dos años consecutivos 2013 y 2014. El premio avala la calidad asistencial, la adecuación del centro a la práctica clínica y los buenos resultados en indicadores de eficiencia y atención al paciente. Se trata de un reconocimiento creado por la empresa IASIST, de servicios de información sanitaria, que cada año distingue a los hospitales Top en las categorías de Gestión Hospitalaria Global, Gestión Directa y en seis áreas clínicas (corazón respiratorio, sistema nervioso, atención al paciente crítico, cirugía digestiva y área de la mujer). El Hospital de Manises recibe por segundo año consecutivo este galardón tan prestigioso.

- Premio Top 20 a la mejor Área de la Mujer, 2013.

- Diploma Top 20: Área del paciente crítico y Área musculo-esquelética, 2014. El centro también estaba nominado en el área del paciente crítico y músculo esquelética en las que ha recibido un accésit para cada área

- Best in Class Finalistas en: Patología Digestiva, Urgencias, Atención Primaria, Nefrología y Responsabilidad Social Corporativa. Los Premios Best in Class son una iniciativa promovida por Gaceta Médica, y la Cátedra de Innovación y Gestión Sanitaria de la Universidad Rey Juan Carlos. Tienen como objetivo reconocer públicamente al mejor centro de Atención Primaria, al mejor hospital y a los mejores servicios y unidades del territorio nacional, tanto públicos como privados, que buscan la excelencia en la atención que prestan a sus pacientes.

- Estudio Merco. Posición número 25 en los mejores hospitales públicos de España y tercero en la Comunitat Valenciana. El Ranking de Reputación Sanitaria elaborado por la consultora Merco es trata de un importante reconocimiento ya que es, según sus autores, el primer estudio científico que valora con rigor, transparencia e independencia la opinión de sanitarios y pacientes junto a a serie de indicadores de calidad y rendimiento asistencial. Además el ranking recogía reconocimiento a los facultativos: Joaquín Hinojosa, primera posición en aparato digestivo, Josep Brugada, segunda posición en cardiología y José Mir, octava posición en cirugía general y digestiva

- Premio Sanitaria 2000 a la mejor “Gestión Hospitalaria” por la ‘Unidad de Apoyo Domiciliario de Salud Mental’. La Unidad de Apoyo Domiciliario de Salud Mental de Manises se creó en febrero de 2012 con el objetivo de hacer posible el tratamiento de aquellos pacientes que presentan patologías graves y que, por sus características, tienden a abandonar tanto los tratamientos farmacológicos como el seguimiento en las Unidades de Salud Mental y en los Centros de Salud.

## Certificaciones de Calidad
En 2014 el Hospital de Manises recibió varias certificaciones según las normas ISO otorgadas por dos procesos estratégicos:
- ISO 9001: 2008 Hospitalización

- ISO 9001: 2008 Urgencias de Adultos

A nivel medioambiental el Departamento de Salud de Manises y el Hospital de Manises cuentan con:
- Sistema de gestión energética, en función de los requerimientos establecidos en la ISO 50001

- ISO 14.604 nuestra huella de carbono

- ISO 50001 en sistema de gestión energética

- ISO 14001:2004 Sistema de Gestión Medioambiental.

- Además, el centro está adherido a la Red Global de Hospitales Verdes y Saludables, una comunidad mundial de hospitales, sistemas de salud y organizaciones que buscan reducir su huella ecológica y promover la salud ambiental pública.